# Chinensis
Chinensis is een geslacht van rechtvleugeligen uit de familie sabelsprinkhanen (Tettigoniidae). De wetenschappelijke naam van dit geslacht is voor het eerst geldig gepubliceerd in 2009 door Özdikmen.

## Soorten
Het geslacht Chinensis  is monotypisch en omvat slechts de volgende soort:
- Chinensis inermis (Liu, 1997)